# 薛家站
薛家站是一个锦承线上的铁路车站，位于辽宁省锦州市大薛乡，建于1921年，目前为四等站，邮政编码为121003。目前客运：办理旅客乘降；行李、包裹托运；货运：办理整车货物发到。